# Ahmed Zuway
Ahmed Zuway (en arabe: أحمد زواوي), né le 28 décembre 1982 à Benghazi, est un footballeur libyen.

## Carrière
- 2001-2004 : Al Nasr Benghazi ( Libye)
- 2004-2007 : Al Ahly Benghazi SC ( Libye)
- 2007-2008 : Al-Qadisiya Al-Khubar ( Arabie saoudite)
- 2008-2011 : Al-Ittihad Tripoli ( Libye)
- 2011-2012 : Club athlétique bizertin ( Tunisie)
- 2012-2014 : Sharjah SC ( Émirats arabes unis)
- 2014-2015 : Al Ahly Benghazi SC ( Libye)
- 2015 : Club athlétique bizertin ( Tunisie)[1],[2]
- 2015-2016 : Zakho FC (en) ( Irak)
- depuis 2016 : Al-Ittihad Tripoli ( Libye)

## Palmarès
- Champion de Libye : 2008, 2009, 2010
- Vainqueur de la coupe de Libye : 2003, 2009
- Vainqueur de la Supercoupe de Libye : 2008, 2009, 2010